# گاردنر بولتبی
گاردنر بولتبی (انگلیسی: Gardner Boultbee; ۲۳ آوریل ۱۹۰۷ – ۱ اوت ۱۹۸۰) قایقران قایق بادبانی اهل کانادا بود.